# Ersecă
Erseca este un oraș din Albania (numit în aromână: Urseacă, Ursecă sau Urseche).